# Anton Ponomarëv
Anton Jur'evič Ponomarëv (in russo Антон Юрьевич Пономарёв?; Kostanay, 31 ottobre 1988) è un ex cestista kazako.

## Carriera
Con il Kazakistan ha disputato sei edizioni dei Campionati asiatici (2005, 2007, 2009, 2013, 2015, 2017).